# Karl August Friedrich (Waldeck-Pyrmont)

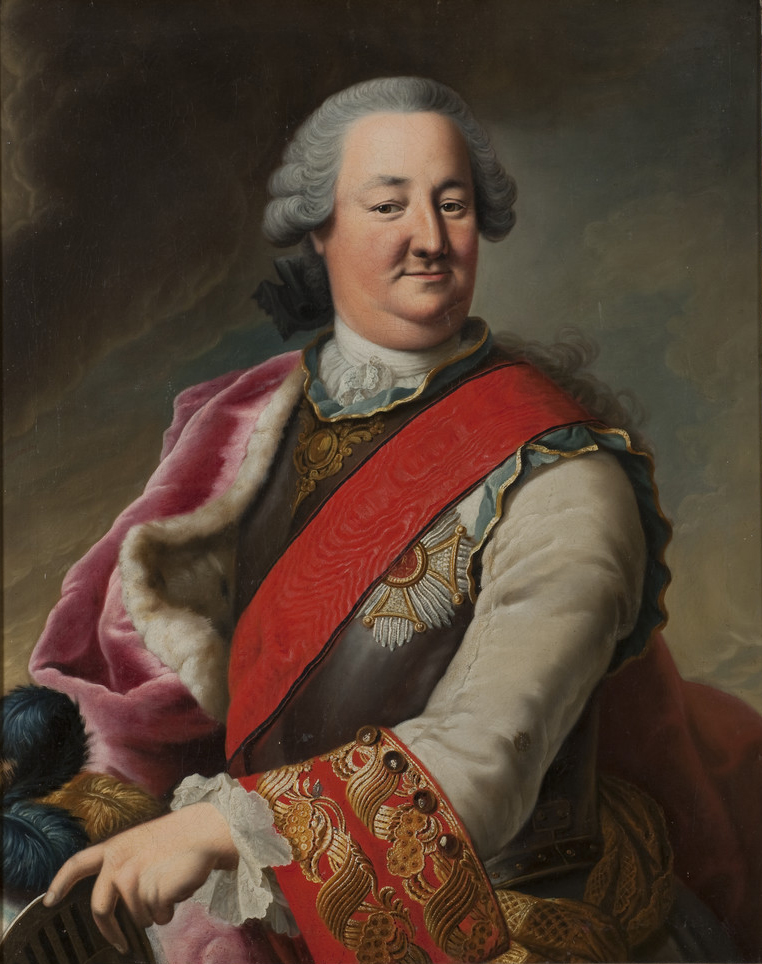
Fürst Karl August von Waldeck und Pyrmont

Karl August Friedrich zu Waldeck-Pyrmont (* 24. September 1704 in Hanau; † 19. August 1763 in Arolsen) war von 1728 bis 1763 Fürst von Waldeck-Pyrmont. Außerdem war er hochrangiger Offizier in verschiedenen Heeren. Zuletzt war er während des Österreichischen Erbfolgekrieges Oberbefehlshaber der niederländischen Armee.

## Herkunft
Sein Vater war Friedrich Anton Ulrich (1676–1728), Graf von Waldeck-Pyrmont und erster Fürst von Waldeck-Pyrmont. Die Mutter war Luise (1678–1753), Pfalzgräfin von Bischweiler. Damit entstammte er dem Haus Waldeck.

## Leben
Er war von Beginn an für den Kriegsdienst vorgesehen. Er diente zunächst bei einem französischen Regiment im Elsass und trat 1725 in preußische Dienste. Den Militärdienst quittierte er 1728 zeitweise und unternahm Reisen, unter anderem auch nach Italien. Er und seine Familie waren zeitlebens von der Antike begeistert und sammelten alte Kunstschätze. Nach dem Tod des Vaters und seines älteren Bruders Christian Philipp wurde er Fürst von Waldeck.
Im Polnischen Erbfolgekrieg von 1733 bis 1738 diente er als kaiserlicher General-Feldwachtmeister. Als solcher machte er unter Eugen von Savoyen den Feldzug von 1735 am Rhein mit. Beim Treffen von Clausen zeichnete er sich aus. Er führte seine neun Kompanien Grenadiere selbst ins Gefecht und blieb siegreich. Im Jahr 1736 machte er den Feldzug nach Ungarn mit. In der Folgezeit war er an den Feldzügen gegen die Türken beteiligt. Er wurde 1737 bei der Belagerung des Festung Rissa und 1739 bei Krozka verwundet. 
Im Jahr 1742 wurde Karl August Friedrich zum General en chef der niederländischen Armee während des Österreichischen Erbfolgekrieges ernannt. Auch dort zeichnete er sich in mehreren Schlachten aus. Allerdings wurde die niederländische Armee unter seinem Kommando in den Schlachten von Fontenoy, Roucoux und Lauffeldt geschlagen. Das Ende seines Kommandos in den Niederlanden begann mit Unruhen in den niederländischen Städten als Folge der Kriegslasten. Aus innenpolitischen Gründen wurde Waldeck durch Prinz Wilhelm IV. von Oranien ersetzt.
Im Jahr 1746 wurde er zum kaiserlichen General-Feldmarschall ernannt. Nach dem Tode von Graf Friedrich zu Sayn-Wittgenstein-Hohenstein übernahm er ab 1756 für einige Jahre die Regentschaft der Grafschaft Sayn-Wittgenstein-Hohenstein, weil dessen Nachfolger Johann Ludwig (1740–1796) noch nicht regierungsfähig war.
Innenpolitisch versuchte er, die Schuldenlast seines kleinen Landes zu begrenzen. Allerdings ließen er und seine Frau auch das Residenzschloss Arolsen zeitgemäß im Stil des Rokoko umgestalten und ausbauen. 1730 ließ er in Sudeck das fürstliche Jagdschloss Carlsruhe aus Giebringhäuser Marmor errichten. Es wurde 1790 abgerissen.
Karl verlieh Schutzbriefe an jüdische Personen, sofern sie ein Vermögen von mindestens 1000 Talern nachweisen konnten. Daraufhin begann die Zuwanderung jüdischer Einwohner in das Fürstentum.    
Während des Siebenjährigen Krieges litt das Land Waldeck unter den Durchmärschen und Schlachten. Die Burg Waldeck, in der eine französische Besatzung lag, wurde zwei Jahre lang belagert und 1762 beschossen.

## Familie

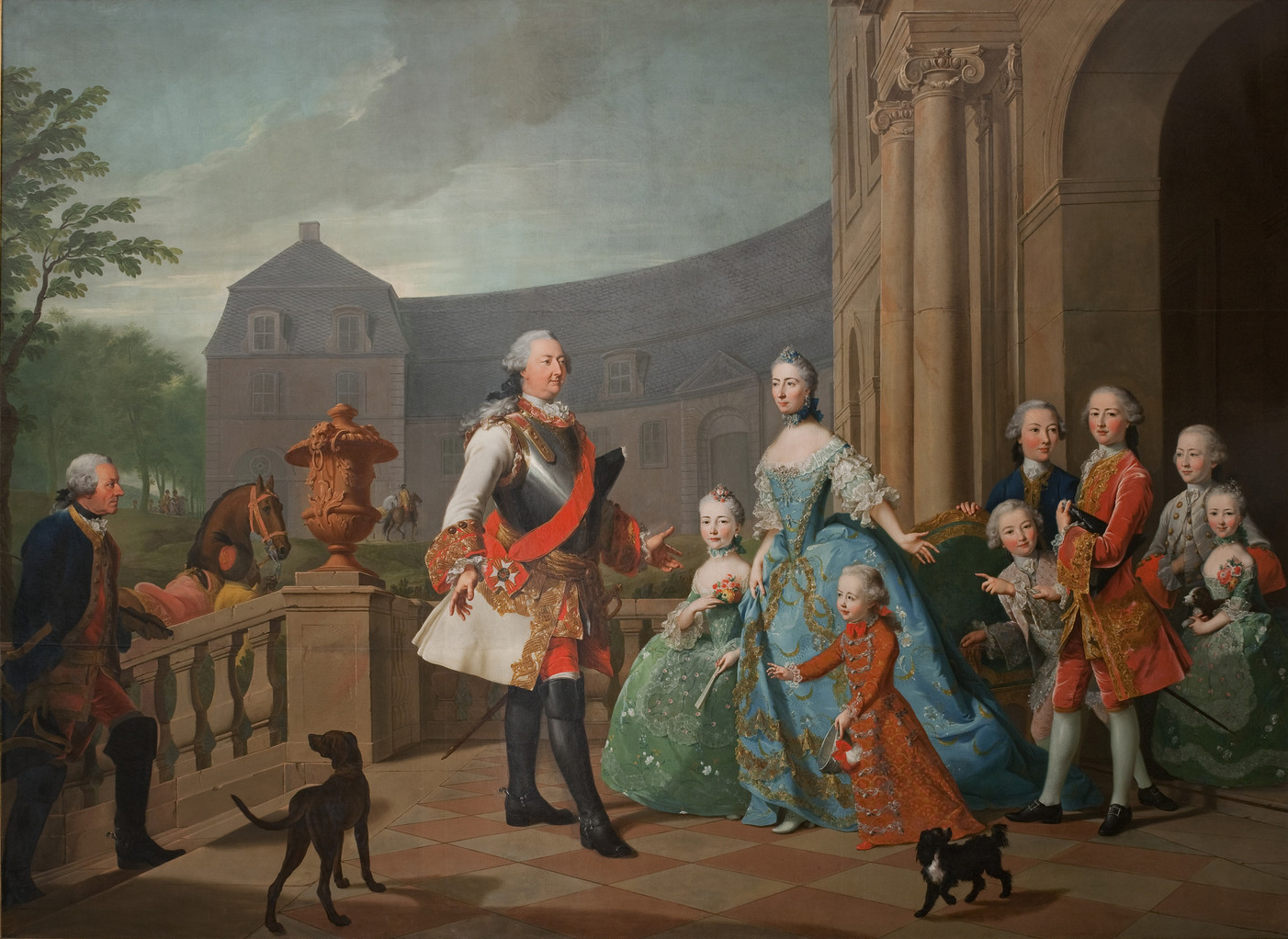
Fürst Karl August und seine Familie im Jahr 1756

Er heiratete 1741 in Zweibrücken die Pfalzgräfin Christiane von Birkenfeld (1725–1816), Tochter von Christian III. Das Paar hatte folgende sieben Kinder:
- Karl (1742–1756)
- Friedrich Karl August (1743–1812), Nachfolger seines Vaters
- Christian (1744–1798), Feldmarschall der Armee Portugals
- Georg (1747–1813), Prinz zu Waldeck-Pyrmont und Fürst von Pyrmont-Rappoltstein
- Karoline Louise (1748–1782), ⚭ 1765 (Scheidung 1772) Herzog Peter von Biron (1724–1800)
- Luise (1751–1816), ⚭ 1775 Herzog Friedrich August von Nassau-Usingen (1738–1816)
- Ludwig (1752–1793), Generalmajor der holländischen Kavallerie,[4] gefallen am 11. Juni 1793 im Gefecht bei Werwick